# 어물항
어물항(於勿港)은 울산광역시 북구 어물동에 위치한 어항이다. 어촌정주어항으로 지정 관리하고 있다. 어항관리청은 울산광역시 북구청장이다.

## 연혁
- 어물항은 지방어항인 당사항과 인접하고 있고 항내에는 몽돌해변이 있다.
- 2008년 9월 22일 울산광역시 북구청장이 어촌정주어항으로 변경 지정 고시하였다.[1]

## 어항 구역
본 항의 어항구역은 다음과 같다.
- 수역[2]
  - 방파제와 방사제를 연결하는 선내 수역 - TM좌표 No1 N240,993.311, E230,879.636 /No2 N241,046.028, E230,910.710 /No3 N241,142.540, E231,060.823 /No4 N240,954.584, E231,119.600 (21,800m2)

## 어항 시설
방파제 155m, 물량장 15m

## 기본 계획
2008년 9월 22일 고시된 어촌정주어항 기본계획의 내용은 다음과 같다.
- 방파제 기존 155m, 물양장 14m + 연장 20m, 방사제 기존 20m + 연장 30m, 방파제 숭상 및 T.T.P 보강

## 주요 어종
돌미역, 참가자미, 멸치, 전복

## 주변 볼거리
- 강동해안은 청정해역과 바위절경, 몽돌, 흑자갈 등 수려한 해안 자연경관을 지니고 있으며 국도31호선을 따라 경주, 포항과 지리적으로 연계돼 신라문화권을 한눈에 볼 수 있는 종합관광지이다.
- 정자어촌계에서 운영하는 활어직판장을 통해 싱싱한 회를 맛볼 수 있으며 당사마을에는 마애여래좌상, 우가산 봉수대 등 문화재를 접할 수 있고 정감나는 동산, 산위에 넓게 펼쳐진 억새밭, 동해의 맑은 바다와 바다에서 내려다 보는 강동축구장이 있다.

## 관련 축제
강동수산물축제(3월), 강동해변물놀이축제(7~8월), 강동해변해맞이축제(12월)